# Придорожное (Черняховский район)
Придорожное (до 1946 — Зесслякен (нем. Seßlacken)) — посёлок в Черняховском районе Калининградской области. Входит в состав Калужского сельского поселения.

## Население
| 1910 | 1933 | 1939 | 2002 | 2010 |
| ---- | ---- | ---- | ---- | ---- |
| 239  | ↗359 | ↗374 | ↘158 | ↗167 |

## История
Населенный пункт Зеслякен в 1946 году был переименован в поселок Придорожное..